# Ревун (зупинний пункт)
Реву́н — пасажирський залізничний зупинний пункт Криворізької дирекції Придніпровської залізниці. 
Розташована у селищі міського типу Червоногригорівка Нікопольського району Дніпропетровської області на електрифікованій лінії Апостолове — Запоріжжя II між станціями Нікополь (11 км) та Марганець (9 км). 
На платформі Ревун зупиняються приміські електропоїзди.
З березня 2023 року тимчасово призупинено рух залізничного транспорту на дільниці Нікополь — Марганець через ворожих обстрілів та пошкодження залізничної інфраструктури